# Erechtia minuta
Erechtia minuta är en insektsart som beskrevs av William D. Funkhouser. Erechtia minuta ingår i släktet Erechtia och familjen hornstritar. Inga underarter finns listade i Catalogue of Life.